# Pierre Thuot
Pierre J. Thuot (ur. 19 maja 1955 w Groton) – amerykański astronauta.

## Życiorys
W 1973 ukończył Fairfax High School w Fairfax w Wirginii, w 1977 studia fizyczne na U.S. Naval Academy, w 1985 obronił pracę dyplomową na Uniwersytecie Południowej Kalifornii. Od czerwca 1977 do sierpnia 1978 szkolił się na lotnika morskiego, później służył w eskadrze myśliwców w Virginia Beach, od maja 1982 do czerwca 1983 szkolił się na pilota doświadczalnego, w czerwcu 1984 został instruktorem lotniczym. Posiada nalot ponad 3500 godzin na ponad 40 samolotach. W czerwcu 1985 został wyselekcjonowany przez NASA, później przechodził szkolenie jako kandydat na astronautę. Od 28 lutego do 4 marca 1990 jako specjalista misji załogi STS-36 odbył swój pierwszy lot kosmiczny; statek wystartował z Centrum Kosmicznego im. J.F. Kennedy'ego na Florydzie i wylądował w bazie Edwards Air Force Base w Kalifornii. Misja ta trwała 4 dni, 10 godzin i 18 minut.
Od 8 do 16 maja 1992 jako specjalista misji uczestniczył w misji STS-49, podczas której wykonał trzy spacery kosmiczne wraz z Rickiem Hiebem (w trzecim spacerze kosmicznym brał udział również trzeci astronauta, Thomas Akers; był to pierwszy spacer kosmiczny, w którym brało udział trzech astronautów, i jednocześnie najdłuższy w historii, trwający 8 godzin i 29 minut). Misja trwała 8 dni, 21 godzin i 17 minut.
Od 4 do 18 marca 1994 jako specjalista misji brał udział w misji STS-62, trwającej 13 dni, 23 godziny i 16 minut. Łącznie spędził w kosmosie 27 dni, 6 godzin i 51 minut. W 1995 przeszedł na emeryturę.

## Odznaczenia
- Medal Departamentu Obrony za Wzorową Służbę (dwukrotnie)
- National Intelligence Medal of Achievement
- Medal za Lot Kosmiczny (NASA, trzykrotnie)
- NASA Exceptional Service Medal (NASA)
- Navy Meritorious Unit Commendation